# スリープ (コンピュータ)
コンピュータにおけるスリープとは、省電力の待機電源モードのことである。

## 概要
スリープは通常の起動状態と比べると大きく電力を節約できる上に、起動中のプログラムなどを終了させることなく、素早いリブートが可能となるといった利点がある。多くの場合、電源LEDが点滅することによりスリープ状態であることが分かる。
Windows 95ではサスペンド、Windows 98以降はスタンバイ、Mac OSやWindows Vista / Windows Server 2008以降ではスリープ、Linuxではサスペンド、と様々な名称で呼ばれるが、基本的にはいずれもメモリ以外の給電を可能な限り行わず、待機状態に入ることである。バッテリー駆動時のノートパソコンでは蓋を閉じると自動的にスリープモードに入るようになっていることがほとんどである。
近年のバージョンのOSでは、さらにハイバネーション機能を持つものもある。ハイバネーションは、補助記憶装置にメモリの内容を全部退避し、メモリへの給電も止めてしまうものである。再起動時にはブートプロセスの途中で、元の状態を復帰するための特別な状態に遷移し、元の状態を復帰する。
スリープモードとハイバネーションを組み合わせたハイブリッドスリープも利用できる。この場合、通常のハイバネーションの場合と同様に、メモリの内容は最初に不揮発性の補助記憶装置にコピーされるが、コンピュータはスリープモードに入る。この方式は、スリープモードとハイバネーションの利点を組み合わせたものであり、コンピュータは瞬時に再開できるが、すでに事実上のハイバネーション状態にあるため、電源遮断などで電源が落ちたとしてもデータを失うことがない。このモードは、Windows XP以外のMicrosoft Windowsでは「ハイブリッドスリープ」と呼ばれている。
ハイブリッドモードは、一部のポータブルなApple Macintoshコンピュータ、Microsoft Windows Vista以降が動作する互換性のあるハードウェア、およびカーネル3.6以降が動作するLinux ディストリビューションでサポートされている。
PC/AT互換機の電源管理ではかつてのAPMに代わりACPIが現在の標準となっている。スリープモードはACPIのS3に相当する。ACPI非対応の周辺機器がある場合、時に省電力機能は正常に働かないことがある。ACPIに対応しない環境では、スリープモードに入ってもモニター電源を切り、ハードディスクの回転数を抑える程度しか行われないことがある。
| S0 | 通常稼働時                                                                   |
| S1 | CPUがクロックオフ                                                            |
| S2 | CPUに給電停止                                                                |
| S3 | メモリ以外の給電停止。いわゆるスリープ。                                     |
| S4 | メモリの内容を補助記憶装置に移し電源断。いわゆるハイバネーションや休止状態。 |
| S5 | OSをシャットダウンして電源断                                                 |

## Macのスリープ
Apple社製コンピュータのMacは、スリープ時に電源ボタンがゆっくりと明滅することで、スリープ中であることを示す。
1999年(Power Mac G3)以降、基本的にMac全機種でこの機能を採用している。

## レジューム
スリープ状態から通常の起動状態に復帰することをレジュームと呼ぶ。スリープやサスペンド機能を指して機能名の同義語として使われる場合も有る。

## 部品の摩耗防止
米国マサチューセッツ州アマーストの学術機関ハンプシャー・カレッジによると、パソコンを常時起動しておくと部品の摩耗を防げるという意見がある。頻繁に再起動すると部品の摩耗が進むが、毎日シャットダウンしても問題はない。メンテナンスの観点からも、少なくとも週に一度はパソコンをシャットダウンする必要がある。しかし、スリープによる発熱で、すべての部品が高熱にさらされる時間が長くなる。常に電源を入れたままにしておくと、機械の寿命が短くなる可能性がある。

### 電源
- シャットダウン
- 再起動
- 休止状態
- サインアウト（ログオフ）
- ロック
- ユーザーの切り替え